# Laiksjö
Lajksjö är en tidigare småort i Dorotea distrikt (Dorotea socken) i Dorotea kommun, Västerbottens län (Lappland). Orten var till 2000 av SCB klassad som småort, varefter befolkningen minskade och statusen som småort upphörde. 
Byn är klassad som riksintresse för kulturmiljövården.

## Befolkningsutveckling
| Befolkningsutvecklingen i Lajksjö 1990–2000  | Befolkningsutvecklingen i Lajksjö 1990–2000 | Befolkningsutvecklingen i Lajksjö 1990–2000 | Befolkningsutvecklingen i Lajksjö 1990–2000 | Befolkningsutvecklingen i Lajksjö 1990–2000 |
| -------------------------------------------- | ------------------------------------------- | ------------------------------------------- | ------------------------------------------- | ------------------------------------------- |
|                                              |                                             |                                             |                                             |                                             |
| År                                           |                                             |                                             | Folkmängd                                   | Areal (ha)                                  |
| 1990                                         | 1990                                        |                                             | 56                                          | 11#                                         |
| 1995                                         | 1995                                        |                                             | 52                                          | 13#                                         |
| 2000                                         | 2000                                        |                                             | 52                                          | 13#                                         |
| Anm.: Upphörde som småort 2005 # Som småort. |                                             |                                             |                                             |                                             |